# حديقة تشانغوون الرياضية
ملعب تشانغوون سيفيك (بالإنجليزية: Changwon Civic Stadium) هو ملعب كرة قدم يقع في تشانغوون، كوريا الجنوبية، يتسع لـ 27,085 متفرج.

## التاريخ
تم وضع حجر الأساس للملعب في 8 ديسمبر 1989. افتتح الملعب عام 1993.